# 魚住純
魚住 純（うおずみ じゅん、1953年 - ）は、日本の工学者。学位は、工学博士（北海道大学）。北海学園大学名誉教授。

## 略歴
北海道大学工学部電子工学科卒業。1981年北海道大学大学院工学研究科博士課程修了（指導教授：朝倉利光）。1981年農林水産省食品総合研究所技官。1986年北海道大学応用電気研究所助手。1989年北海道大学応用電気研究所助教授。1992年北海道大学電子科学研究所助教授。1999年北海学園大学工学部電子情報工学科教授。2006年同入試部長。2018年同工学部長。2021年同副学長（-2023年）。2024年同定年退任。
1997年にエジソンが発明した蝋管コードの枠型を使い、レーザー光線で音声を再生する装置を開発した。2021年日本工学アカデミー正会員。
北海道東海大学、北見工業大学、北海道医療大学の非常勤講師も務めた。

## 研究領域
物生計測や、物性光学、光物理学が専門。特に計算機による分光スペクトルのデータ処理や、スペックルパターンの統計的特性とその応用、フラクタル物体による回折パターンの特性を研究。

## 著書
- 岩元睦夫, 河野澄夫と共著『近赤外分光法入門』（幸書房 、1994年）

などがある。

## 駐
1. ↑  以上につき魚住純 - researchmap
2. ↑  以上につき『北海学園大学学報　137号』2024.3.15　p3